# Roy McWeeny
Roy McWeeny (19 mai 1924 - 29 avril 2021) est un physicien et chimiste universitaire britannique.

## Biographie
McWeeny est né à Bradford, dans le Yorkshire, en mai 1924. Il obtient son premier diplôme en physique de l'Université de Leeds. Il obtient ensuite obtenu un D.Phil. en physique mathématique et théorie quantique sous la direction de Charles Coulson au Mathematical Institute, University of Oxford.
De 1948 à 1957, il est chargé de cours en chimie physique au King's College de l'Université de Durham (King's College est aujourd'hui l'Université de Newcastle upon Tyne). De 1957 à 1965, il est à l'Université de Keele et devient professeur de physique théorique et de chimie théorique. De 1966 à 1982, il est professeur de chimie théorique à l'Université de Sheffield. En 1982, il part à l'Université de Pise, en Italie, où il reste professeur émérite jusqu'à sa mort.
En 1996, un volume festschrift est publié en son honneur contenant des articles originaux de 132 scientifiques de 19 pays. Il reçoit la médaille commémorative Spires 2006 de la division Faraday de la Royal Society of Chemistry et la conférence sur la médaille, "Quantum chemistry: The first seventy years", est publiée dans Faraday Discussions,. Il siège au comité de rédaction de Molecular Physics, Chemical Physics Letters et International Journal of Quantum Chemistry.
Il écrit de nombreux articles scientifiques et sept livres, dont peut-être les plus connus sont Coulson's Valence en 1979, une mise à jour du célèbre livre de Charles Coulson écrit à l'origine en 1951, et les deux éditions de Methods of Molecular Quantum Mechanics, (la première édition avec BT Sutcliffe en 1969 et la deuxième édition seule en 1989). Il écrit plusieurs chapitres dans les trois volumes du Handbook of Molecular Physics and Quantum Chemistry. En 1963, il écrit Symmetry : an introduction to group theory and its applications.
À partir de 2002, il édite une série en libre accès de Basic Books in Science, dont il écrit plusieurs volumes. Il est membre de l'Académie internationale des sciences moléculaires quantiques et de l'Académie européenne des arts, des sciences et des sciences humaines.
McWeeny est décédé à Pise, en Italie, en avril 2021 à l'âge de 96 ans.